# Cinéma-vérité
Cinéma-vérité (pl. "kino prawdy") – nurt w filmie dokumentalnym, rozwijający się w latach 60. XX wieku we Francji, zbliżony do amerykańskiego kina bezpośredniego. Nazwa nurtu odwołuje się do Kino-Prawdy, cyklu kronik filmowych tworzonych przez Dżigę Wiertowa w latach 20. XX wieku w ZSRR. Twórcą ruchu był reżyser i etnograf Jean Rouch. Za pierwszy film cinema vérité uchodzi Kronika jednego lata (1961) Jeana Roucha i Edgara Morina.
Twórcy cinema vérité wykorzystywali nowy przenośny sprzęt - lekkie kamery dźwiękowe 16 mm i magnetofon przenośny Nagra - aby móc swobodnie rejestrować to, co się dzieje, nie zakłócając naturalności dużą ilością aparatury. Twórcy zrezygnowali ze scenariusza i fabuły, uważając, że oddzielają one film od prawdy. Kamera miała być katalizatorem, pozwalającym do tej prawdy dotrzeć. Stąd chętnie korzystali z wywiadów, ankiet i rozmów z ludźmi, niekiedy inscenizując też sytuacje, w których miała ujawnić się prawda. W warunkach psychodramy filmowana osoba miała ujawnić nie tylko swoje świadome, ale też nieświadome przekonania. Tworzyło to jednak chaos kompozycyjny i nie pozwalało często pogłębić badanego tematu.
Oprócz Roucha z nurtem związani byli też Michel Brault, Chris Marker i Mario Ruspoli.
Choć powstało zaledwie kilka filmów pełnometrażowych realizujących w pełni postulaty nurtu, to jednak wywarł on duży wpływ na kino, w tym na francuską Nową Falę.

## Wybrane filmy cinéma-vérité
- Dzieci Hiroszimy (1952)
- Cienie (1959)
- Chronique d'un été (1961)
- Sleep (1963)
- Chłodnym okiem (1968)
- Faces (1968)
- Eat the Document (1969)
- Gimme Shelter (1970)
- Woodstock (1970)
- Wanda (1971)
- Cocksucker Blues (1972)
- F for Fake (1974)
- Grey Gardens (1975)
- C'était un rendez-vous (1976)
- The Emperor's Naked Army Marches On (1987)
- W obręczy marzeń (1994)
- After Life (1999)
- Distance (2001)
- W głąb siebie  (2001)
- Jesus Camp (2006)
- Import/Export (2007)
- Iraq in Fragments (2007)
- Projekt X (2012)
- Scena zbrodni (2012)
- Citizenfour (2014)